# Département d'Oberá
Le département d'Oberá est une des 17 subdivisions de la province de Misiones, en Argentine. Son chef-lieu est la ville d'Oberá.
Le département a une superficie de 1 564 km2. Sa population s'élevait à 95 667 habitants, selon le recensement de 2001 (INDEC).